# Chaudenay (Saône-et-Loire)
Chaudenay ist eine französische Gemeinde mit 1.124 Einwohnern (Stand: 1. Januar 2022) im Département Saône-et-Loire in der Région Bourgogne-Franche-Comté. Die Gemeinde gehört zum Arrondissement Chalon-sur-Saône und zum Kanton Chagny. Die Einwohner werden Chaudenaysiens genannt.

## Geografie
Chaudenay liegt am Dheune. Zahlreiche Weinsorten werden hier im Weinbaugebiet Bourgogne, das abgegrenzt auch unter dem Ortsnamen Gamay de Chaudenay genannt wird, angebaut. Umgeben wird Chaudenay von den Nachbargemeinden Ébaty im Norden, Corcelles-les-Arts im Norden und Nordosten, Demigny im Osten, Chagny im Süden und Westen sowie Corpeau im Nordwesten.

## Bevölkerungsentwicklung
| Jahr                      | 1962 | 1968 | 1975 | 1982 | 1990 | 1999 | 2006 | 2013 |
| Einwohner                 | 726  | 742  | 710  | 781  | 802  | 830  | 946  | 1087 |
| Quelle: Cassini und INSEE |      |      |      |      |      |      |      |      |

## Sehenswürdigkeiten
- Kirche Saint-Véran aus dem 13. Jahrhundert
- Herrenhaus aus dem 12. Jahrhundert
- Schloss Mimande aus dem 18. Jahrhundert
- Brücke Saint-Éloi

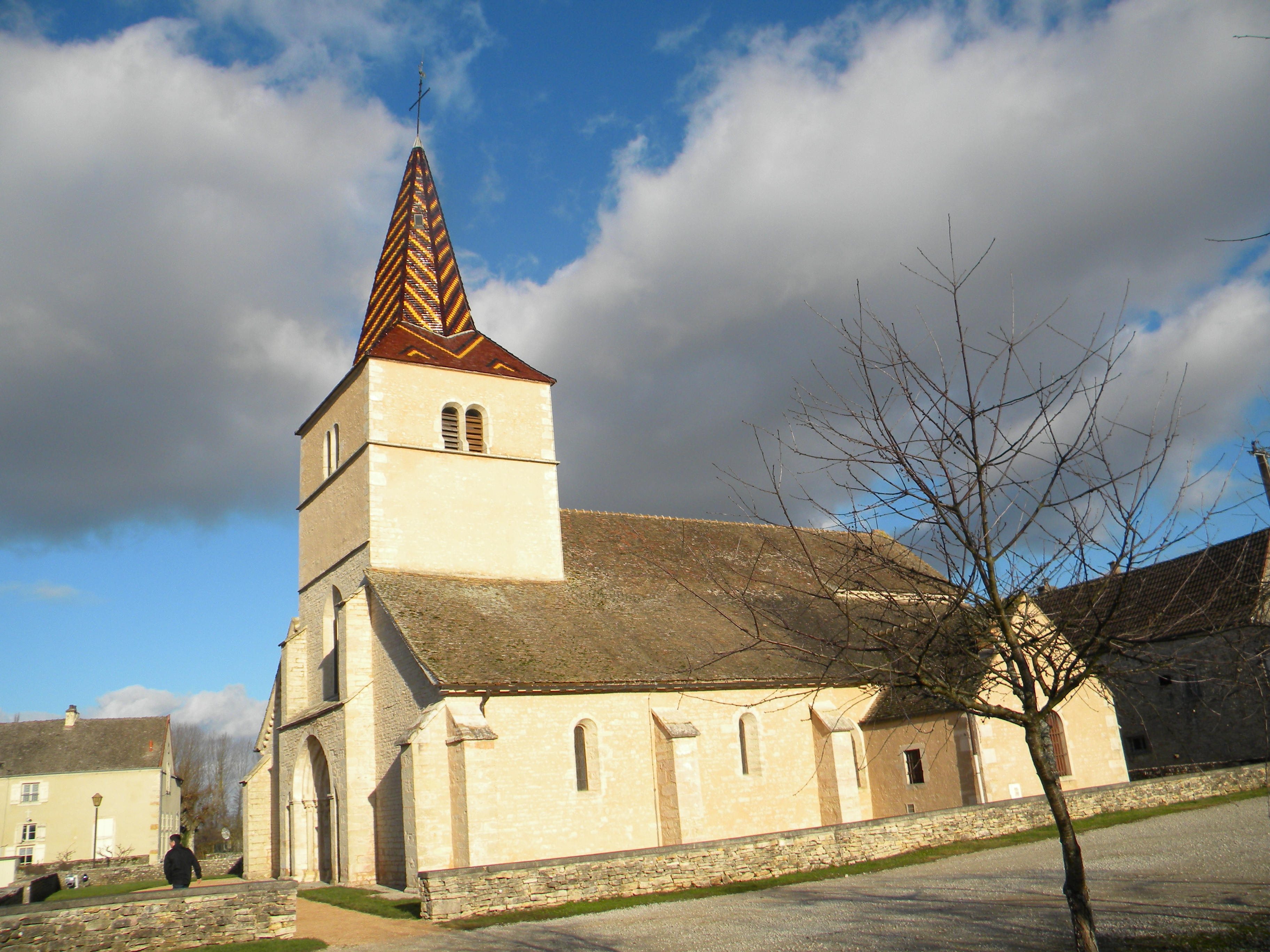
Kirche Saint-Véran
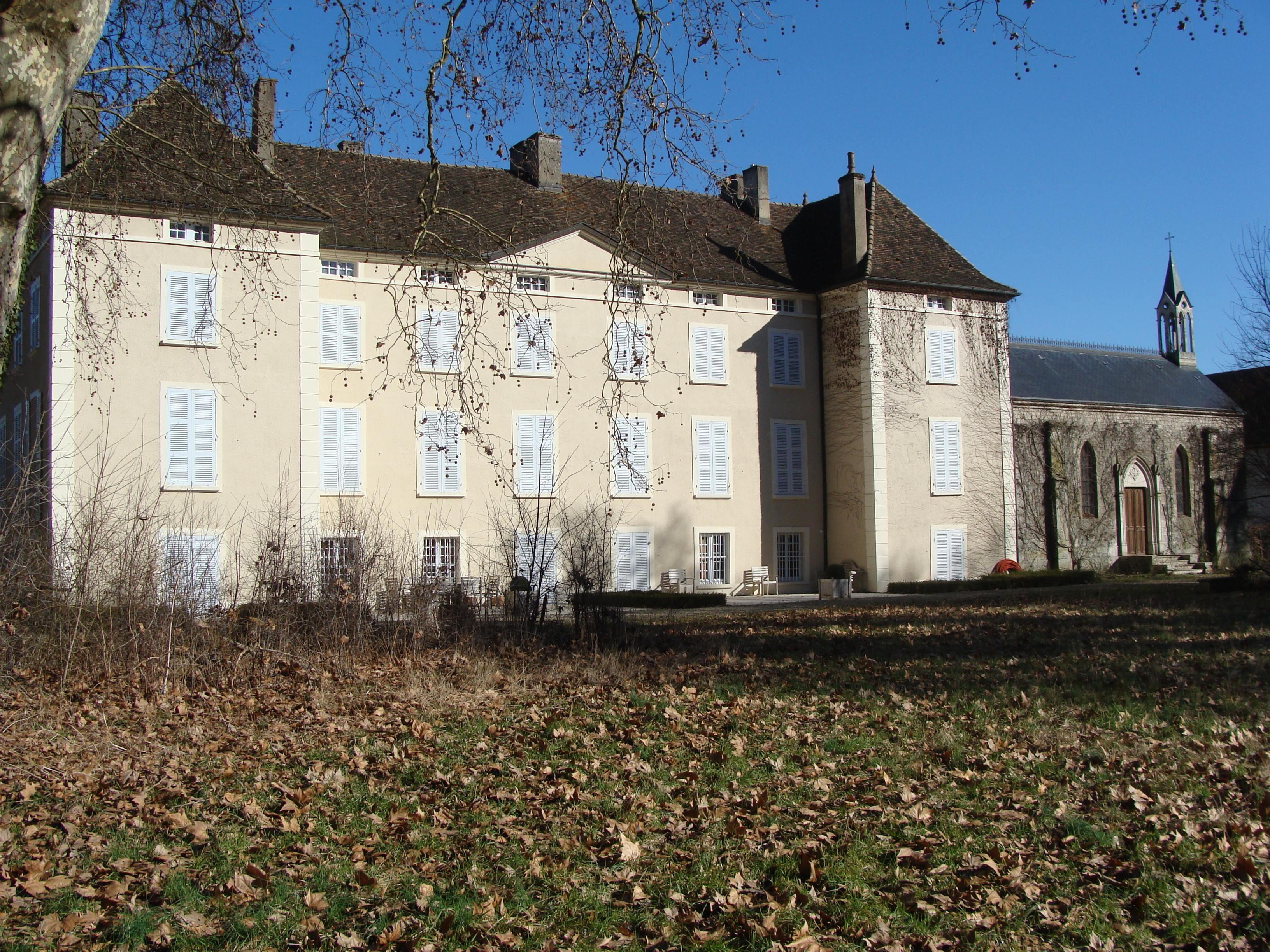
Schloss Mimande
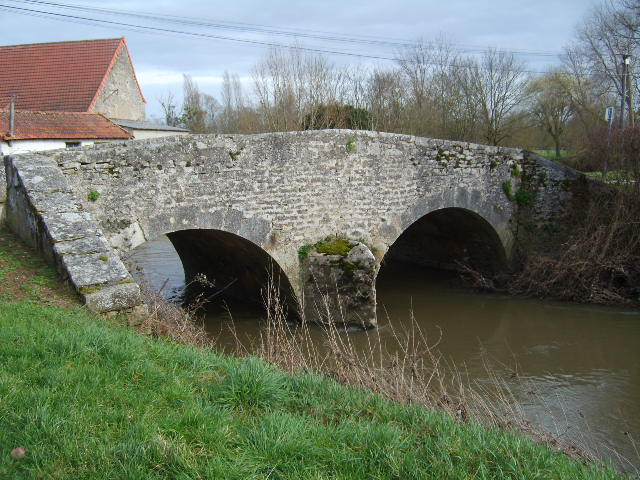
Brücke Saint-Éloi